# Karel Halík
Karel Halík (21. prosinec 1883 Praha – 20. století?) byl český zápasník a olympionik.

## Život
Na mistrovství Evropy získal několik medailí. Reprezentoval také Čechy na olympijských hrách. Nejprve na athénských mezihrách v roce 1906, dále na Letních olympijských hrách v roce 1908 a Letních olympijských hrách v roce 1912. Československo reprezentoval pak také na Letních olympijských hrách v roce 1920. Na všech olympiádách soutěžil v zápase řecko-římském v lehké váze.
Po roce 1921 působil jako policejní trenér.